# Union Hall
Union Hall és una concentració de població designada pel cens dels Estats Units a l'estat de Virgínia. Segons el cens del 2000 tenia 957 habitants.

## Demografia
Segons el cens del 2000, Union Hall tenia 957 habitants, 407 habitatges, i 326 famílies. La densitat de població era de 25,5 habitants per km².
Dels 407 habitatges en un 20,6% hi vivien nens de menys de 18 anys, en un 71,3% hi vivien parelles casades, en un 5,2% dones solteres, i en un 19,9% no eren unitats familiars. En el 16,5% dels habitatges hi vivien persones soles el 6,1% de les quals corresponia a persones de 65 anys o més que vivien soles. El nombre mitjà de persones vivint en cada habitatge era de 2,35 i el nombre mitjà de persones que vivien en cada família era de 2,6.
Per edats la població es repartia de la següent manera: un 16,1% tenia menys de 18 anys, un 4,6% entre 18 i 24, un 21,1% entre 25 i 44, un 40,3% de 45 a 60 i un 17,9% 65 anys o més.
L'edat mediana era de 51 anys. Per cada 100 dones de 18 o més anys hi havia 97,3 homes.
La renda mediana per habitatge era de 57.500 $ i la renda mediana per família de 64.653 $. Els homes tenien una renda mediana de 44.226 $ mentre que les dones 26.797 $. La renda per capita de la població era de 31.670 $. Cap de les famílies i el 4% de la població estaven per davall del llindar de pobresa.

## Poblacions més properes
El següent diagrama mostra les poblacions més properes.